# Matteo Oliveri
Matteo Oliveri (* 11. November 2002 in Sanremo) ist ein italienischer Leichtathlet, der sich auf den Stabhochsprung spezialisiert hat.

## Sportliche Laufbahn
Erste internationale Erfahrungen sammelte Matteo Oliveri im Jahr 2021, als er bei den U20-Europameisterschaften in Tallinn das Finale im Stabhochsprung erreichte, dort aber ohne eine gültige Höhe blieb. Anschließend belegte er bei den U20-Weltmeisterschaften in Nairobi mit 5,20 m den fünften Platz. 2023 gelangte er bei den U23-Europameisterschaften in Espoo mit 5,35 m auf Rang sieben. 2025 wurde er bei der 1. Liga der Team-Europameisterschaft in Madrid mit 5,45 m Fünfter im A-Finale, ehe er bei den World University Games in Bochum mit 5,45 m den vierten Platz belegte.
In den Jahren 2022, 2023 und 2025 wurde Oliveri italienischer Hallenmeister im Stabhochsprung.